# Joseph Boum
Joseph Boum (Yaoundé, 26 settembre 1989 – Antalya, 15 aprile 2024) è stato un calciatore camerunese, di ruolo difensore.